# Ceratozamia beccarae
Ceratozamia beccarae är en kärlväxtart som beskrevs av Pérez-farrera, Vovides och Schutzman. Ceratozamia beccarae ingår i släktet Ceratozamia och familjen Zamiaceae. Inga underarter finns listade i Catalogue of Life.